# رايكا أوليفيرا
رايكا أوليفيرا (بالبرتغالية: Raica Oliveira‏) (ولدت في 22 يناير 1984) عارضة أزياء برازيلية، عرفت لعملها مع العديد من الشركات، بما في ذلك إيمانويل أونغارو، ديور، دولتشي آند غابانا، إيف سان لوران، فوغ، شانيل، لانكوم، فيكتوريا سيكريت، بيبي جينز، مجلة سبورتس اليستريتد سويم سووت ايشيوز ، جلو، إتش أند أم، إيلي، ماري كلير، تنغ، آن تايلور وشوكسو. اعتبارا من عام 2008، كانت تعمل كمراسل أزياء لجورنال ريكورد.

## نشأتها
ولدت أوليفيرا في نيتيروي، البرازيل، الأصغر بين ثلاثة أطفال. لديها شقيقان: جيفاغو (خبير اقتصادي) وبابلو (محام). تخرجت من مدرسة ساو فيسينت دي باولا في نيتيروي.

## روابط خارجية
- Raica Oliveira @ agency Next Models
- Raica Oliveira @ Munich Models
- Raica Oliveira@Elite Barcelona
- رايكا أوليفيرا على موقع IMDb (الإنجليزية)
- رايكا أوليفيرا على موقع كينوبويسك (الروسية)
- رايكا أوليفيرا على موقع دليل عارضات الأزياء (الإنجليزية)
- Askmen.com - Raica Oliveira